# Hirebadawadgi, Hungund
Hirebadawadgi là một làng thuộc tehsil Hungund, huyện Bagalkot, bang Karnataka, Ấn Độ.